# Villa Romana de Las Gabias
La Villa Romana de Las Gabias se sitúa en la Vega de Granada, al suroeste de Granada capital (España), a unos 7 km de la misma en línea recta. El yacimiento arqueológico se localiza en el Pago del Viernes Mata Grande (Cabré, 1923), junto al casco urbano y al norte del mismo. 
El conjunto arqueológico se compone de una villa fechada en época romana tardía y un edificio denominado Monumento Subterráneo o Criptopórtico, sobre el cual se han aventurado diferentes teorías aún no concluyentes. La villa romana integra dos zonas diferentes, un área definida como "pars" urbana y otra como "pars" rústica. 
En la "pars" rústica, localizada junto al matadero municipal, se ponen al descubierto un complejo estructural dedicado a la fabricación del aceite, una almazara, donde se distinguen varias estancias: una dedicada a la molienda de la aceituna, una zona dedicada a la recogida del aceite, y por último, una zona situada junto a las dos piletas donde se abre una gran fosa con forma semicircular, que seguramente serviría para el almacenamiento de aceite. En esta misma área aparece una zona de almacenes y de viviendas que podrían pertenecer al grupo de esclavos y/o servidores de la villa. 
En la zona definida como "pars" urbana, situada junto o cercana al Monumento Subterráneo, se documentan dos grandes muros casi paralelos que siguen la misma dirección del Criptopórtico, donde se documentan niveles arqueológicos que corresponden con niveles de habitación y que proporciona materiales pertenecientes al siglo I.